# دنیای کریستینا
دنیای کریستینا (انگلیسی: Christina's World) یک نقاشی از اندرو وایت نقاش اهل ایالات متحده است که سال ۱۹۴۸ کشیده شد و از مشهورترین نقاشی‌های آمریکایی میانه قرن بیستم به‌شمار می‌رود. در این اثر که با چسب رنگ روی گسو (پنل گچی) به شیوه‌ای رئالیستی نقاشی شده، زنی روی سبزه‌زار دراز کشیده و به کلبه‌ای خاکستری در افق دوردست می‌نگرد. گفته می‌شود زنِ به‌تصویرکشیده‌شده، «آنا کریستینا اُلسن» است که مبتلا به فلج اطفال بود و اندرو وایت از پنجرهٔ خانه‌اش او را در حال خزیدن در علفزار دیده بود.
دنیای کریستینا که در فرهنگ عامه بارها مورد ارجاع قرار گرفته، در موزه هنر مدرن نیویورک نگهداری می‌شود.